# Karl Wittgenstein
Karl Wittgenstein (8. dubna 1847, Gohlis – 20. ledna 1913, Vídeň) byl rakouský velkopodnikatel a ocelářský magnát, zakladatel hutě Poldi v Kladně. Byl otcem filosofa Ludwiga a klavíristy Paula Wittgensteina a strýc filosofa Friedricha Augusta von Hayek.

## Život

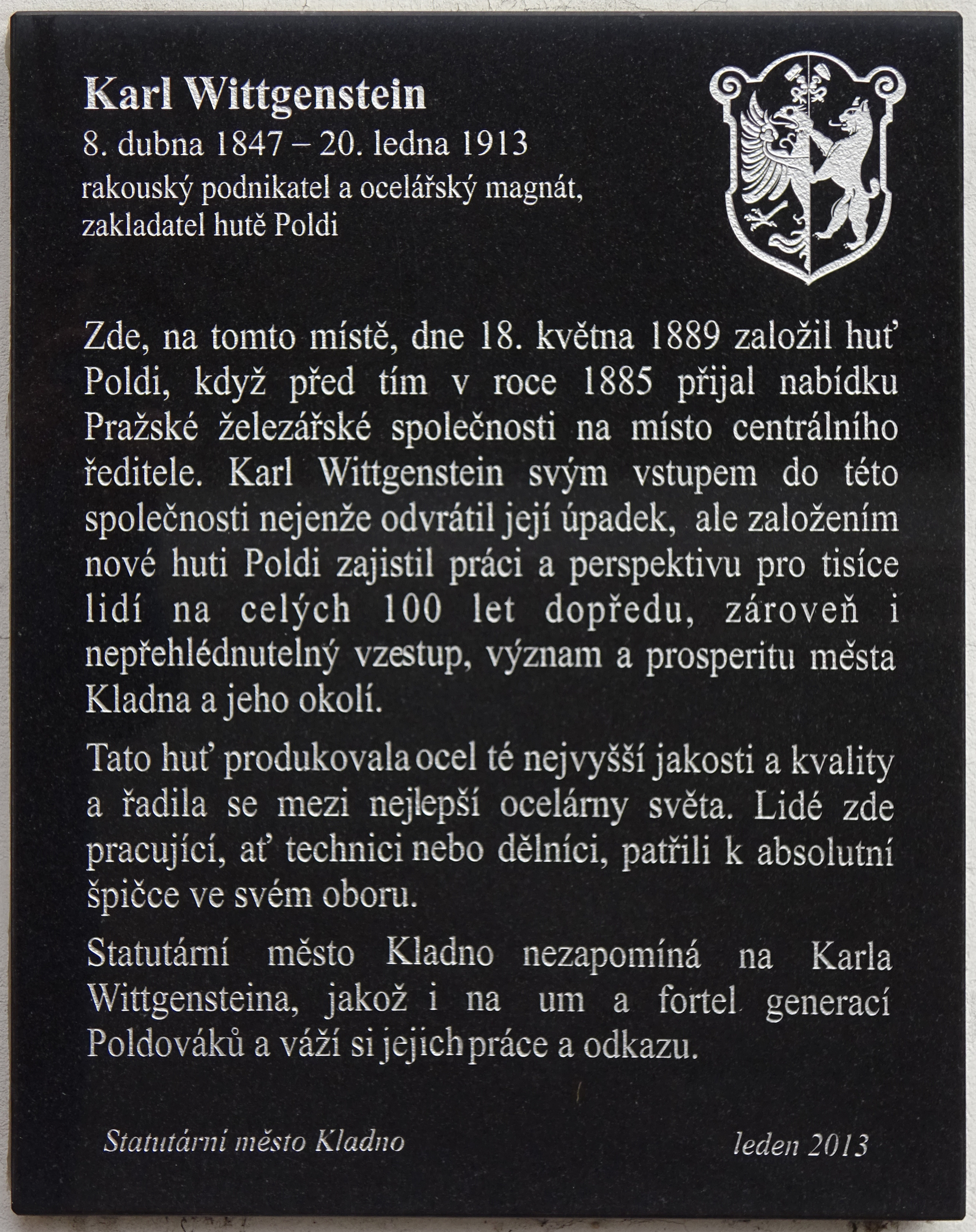
Pamětní deska na bráně Hutí Poldi z roku 2013

### Kariéra
Narodil se roku 1847 v Gohlis, nyní součást Lipska, do vlivné podnikatelské rodiny saského původu. Jeho otec byl pachtýřem statku a jeho matka pocházela z vídeňské bankéřské rodiny Figdorů. Když mu bylo 12 let, pokusil se poprvé utéci z domova, ale byl dostižen policií a navrácen rodičům. V roce 1860 se rodina přestěhovala do Vídně, kde Karl studoval na gymnáziu. Z něj byl ve svých sedmnácti letech vyloučen, a tak opět uprchl z domova. Vzal si housle a 200 zlatých od své sestry, načež na cizí pas utekl do New Yorku. Tam se živil jako číšník a potulný houslista a posléze byl kormidelníkem člunu převážejícího lisované seno do Washingtonu. Na to se vrátil do New Yorku a na živobytí si tentokrát vydělával jako barman či učitel hry na housle a matematiky.
V roce 1867 se vrátil zpět do Rakouska na statek svého otce. Ani teď si ale nedokázal udržet stabilní zaměstnání. Po krátkém technickém studiu byl chvíli kreslířem, načež vyzkoušel práci ve slévárně, v loděnici nebo na stavbě turbín. Roku 1872 mu jeho příbuzný, Paul Kupelwieser, zařídil práci v teplických železárnách. Rychle se stal vedoucím opravářské dílny a slévárny a v roce 1876 už byl členem ředitelské rady. Zanedlouho navíc dosavadní ředitel Kupelweiser odešel do Vítkovic a místo ředitele nechal právě Wittgensteinovi.
Zhruba od roku 1877 začal navrhovat a zakládat průmyslové podniky na území Rakouska-Uherska. Krůček po krůčku navyšoval své podnikání a jmění. V roce 1884 jako ředitel teplických železáren koupil Českou montánní společnost, dříve Fürsteberské železárny, z jejích vlastních peněz, když jejímu majiteli zaplatil penězi ze směnek, které mu měly připadnout až po koupi společnosti. Tím se stal s teplickými žellezárnami jediným vážným konkurentem Pražské železářské společnosti v Čechách. Ta mu roku 1885 nabídla pozici generálního ředitele a Wittgenstein souhlasil s podmínkou, že PŽS koupí teplickou válcovnu a poskytne místa ve vedení jeho kolegům z Teplic. Tak byl Karl Wittgenstein ředitelem jediného mocného železářského monopolu v Čechách. Roku 1889 založil Poldinu huť, která začala zpracováváním odpadu z Vojtěšské huti a později exportovala své produkty do celého světa.
Na konci 19. století prakticky ovládal ocelářský a železářský monopol rakousko-uherské říše a v 90. letech 19. století patřil mezi nejbohatší lidi na světě.

### Osobní život
V roce 1873 se oženil s nadanou klavíristkou Leopoldinou Kallmusovou, Židovkou narozenou 14. března 1850 ve Vídni v původem pražské židovské rodině. Na její počest pojmenoval Poldinu huť oceláren na Kladně a její profil v siluetě zvolil za její znak. Manželé se po svatbě na rok odstěhovali do Teplic, kde založili rodinu, v níž Karl vládl přísně, stejně jako ve svých firmách. Poté se přestěhovali do vlastní vily ve Vídni - Meidlingu. Později si na předměstí Vídně dali postavit funkcionalistický Palác Wittgenstein (v dnešní Argentinské ulici), který pro ně projektoval Josef Hoffmann.
Narodilo se jim devět dětí:
- Hermine "Mining" (1874 Teplice–1950 Vídeň),
- Dora (1876, zemřela po narození),
- Johannes "Hans" (1877-1902 Cheasepeake Bay, USA) pravděpodobně sebevražda;
- Konrad "Kurt" (1878 Vídeň-1918 sebevražda);
- Helene "Lenka" (1879 Vídeň-1956 svobodná);
- Rudolf "Rudi" (1881 Vídeň-1904 sebevražda);
- Margaret Anna Maria "Gretl" (1882 Neuwaldegg-1958 Vídeň),
- Paul (1887-1961 New York) - po válečném zranění z roku 1914 přišel o pravou paži a v USA byl unikátním jednorukým klavíristou
- Ludwig Josef Johann "Lucki" (1889 Vídeň-1951 Cambridge), jeden z nejvlivnějších filosofů 20. století

Karl Wittgenstein investoval do různých akcií, mj. koupil 51% akcií vídeňského Burgtheateru, takže divadlo bylo nuceno angažovat jeho dvě dcery, které vystudovaly herectví.

## Dramatizace
- Thomas Bernhard: Ritter, Dene , Voss, divadelní hra ze života tří nešťastných sourozenců Wittgensteinových, nazvaná jmény herců, kteří ji hráli v Burgteheatru ve Vídni, kde byla poprvé uvedena; české premiéry: Divadlo Na zábradlí v Praze, Divadla Na cucky v Olomouci (2015) a pod názvem Oběd u Wittgensteina (2019) v NHárodním divadle v Praze.